# Thác Thủy Tiên
Thác Thủy Tiên, còn gọi là Thác Ba Tầng, là một thác nước ở vùng đất xã Ea Puk huyện Krông Năng tỉnh Đắk Lắk, Việt Nam.
Đây là một thắng cảnh đẹp, hoang sơ giữa núi rừng với vô vàn những tảng đá nằm gối chồng lên nhau và những rễ cây rừng đan kín trông rất lạ mắt. Do có 3 tầng nước đổ nên còn gọi là thác Ba Tầng. Tầng thứ nhất hẹp, có độ dốc nhỏ với những bậc lên xuống dễ dàng. Tầng thứ hai trải rộng với nhiều bậc đá, và có những mặt hồ nước cạn có thể tắm được. Tầng thứ ba nước từ trên cao đổ xuống một mặt hồ rộng và sâu, tung bọt trắng xóa rồi trở về lại với dòng chảy hiền hòa, uốn lượn giữa đại ngàn xanh thẳm. Nằm trong khoảng 30ha, trải dài gần 1 km, rộng trên 40m

## Huyền thoại
Thác Thủy Tiên không chỉ đẹp về hình thể mà còn đẹp với huyền thoại về nàng H'Năng.
Chuyện xưa kể rằng, có một lần ở vùng đất này, tai họa đã ập đến với buôn làng. Không hiểu vì sao Giàng giận dữ làm nắng mãi khiến sông hồ cạn kiệt. Chồng nàng H'Năng đã cùng các trai tráng trong buôn phải đi thật xa để tìm vùng đất mới nhưng đã qua mấy mùa trăng mà chẳng thấy trở về. Nàng H' Năng chờ mãi, chờ mãi mỏi mòn trong nỗi nhớ thương chồng và cả sự xót xa vì cảnh lũ làng chết dần, chết mòn vì đói khát, bệnh tật. Nàng quyết định lên đường tìm chồng, tìm vùng đất mới. Nàng đi mãi, tìm mãi, cuối cùng quỵ ngã xuống giữa một lòng suối cạn. Giàng thương xót, cho làm mưa xối xả, các con sông, dòng suối chẳng mấy chốc lại đầy nước, sự sống lại lan tràn nhưng nàng H' Năng thì không sống lại được nữa, tóc nàng trải dài theo con suối nhỏ và trở thành ngọn thác đẹp và duyên dáng như tấm lòng người con gái Ê Đê dịu hiền, chung thủy, nàng đã chết để dân làng được sống. Tưởng nhớ nàng, lũ làng đã lấy tên nàng đặt cho tên của dòng sông chảy qua vùng đất này và còn nhắc mãi về huyền thoại một người con gái...

## Điểm Du lịch
So với các thác nước khác của Đắk Lắk như thác Gia Long, thác Krông Kmar... thác Thủy Tiên ít được mọi người biết đến do không thuận tiện về đường đi lại, tuy nhiên với vẻ đẹp của mình và sau khi quốc lộ đi Phú Yên ngang qua đây được nâng cấp, thác sẽ được nhiều người biết đến hơn và tìm đến để chiêm ngưỡng, thưởng ngoạn vẻ đẹp hoang sơ, thơ mộng mà hữu tình của mình.
Công nhận thác Thủy Tiên là di tích cấp quốc gia
TT - Theo Sở VH-TT&DL tỉnh Đắk Lắk, Bộ VH-TT&DL vừa có quyết định công nhận di tích cấp quốc gia đối với danh thắng thác Thủy Tiên (ảnh - thuộc xã Ea Púk, huyện Krông Năng).
Thác Thủy Tiên hiện là một trong những danh thắng đẹp nhất của tỉnh Đắk Lắk, ngoài ra nơi đây còn chứa đựng những giá trị to lớn về mặt tài nguyên sinh thái, bởi xung quanh thác là khu rừng nguyên sinh Ea Púk nằm kề với khu bảo tồn thiên nhiên Ea Sô.
Khu vực này còn lưu truyền nhiều truyền thuyết của người Ê Đê, như truyền thuyết nàng H'Năng, truyền thuyết chàng Dăm Ji...
Đây là di tích quốc gia thứ 11 của tỉnh Đắk Lắk.